# Sea Dog
HMS Sea Dog (Kennung: P216) war ein U-Boot der britischen Royal Navy im Zweiten Weltkrieg.

## Geschichte
Die Sea Dog (engl.: Seehund) war ein Boot des dritten Bauloses der erfolgreichen S-Klasse. Dieses Baulos wird auch als Seraph-Klasse bezeichnet. Das Boot wurde am 31. Dezember 1940 bei Cammell, Laird & Company im nordwestenglischen Birkenhead auf Kiel gelegt, lief am 11. Juni 1942 vom Stapel und wurde von der Royal Navy am 24. September 1942 in Dienst gestellt. Die erste Feindfahrt führte es in das Nordmeer, wo das Boot zum Schutz des Nordmeergeleitzuges QP 15 die Ausgänge norwegischer Fjorde überwachte.
Das Boot wurde sowohl in der Nordsee als auch auf dem asiatischen Kriegsschauplatz eingesetzt.
Am 28. Dezember 1943 torpedierte und versenkte die Sea Dog 2½ Seemeilen ostnordöstlich vor Honningsvåg (Norwegen) bei 62° 13′ N, 5° 8′ O den deutschen Frachter Oldenburg (8537 BRT).
Am 27. Februar 1945 rettet das Boot im Golf von Bengalen drei abgeschossene US-amerikanische Piloten von ihrem Rettungsfloß. Kurz danach konnte ein weiterer Pilot aufgenommen werden. Die vier Männer wurden später an ein Catalina-Flugboot übergeben.
Am 18. Mai 1945 versenkte die Sea Dog nördlich von Sumatra (Niederländisch-Indien) ein japanisches Küstenmotorschiff mit Torpedos. Zwei Tage später wurde ebenfalls nördlich von Sumatra ein japanisches Segelschiff mit dem Deckgeschütz vernichtet. In der Zeit vom 24. bis zum 29. Juli 1945 versenkte die Sea Dog in der Straße von Malakka vier japanische Segelschiffe mit Bordartillerie oder durch Enterkommandos, die die Schiffe mit Sprengladungen zerstörten. Am 2. August 1945 versenkte die Sea Dog gemeinsam mit ihrem Schwesterboot Shalimar einen japanischen Leichter und dessen Schlepper in der südlichen Malakkastraße mit dem Deckgeschütz. Drei Tage später versenkten die beiden Boote im selben Seegebiet ein japanisches Küstenmotorschiff.
Die Sea Dog wurde am 24. Dezember 1947 zur Verschrottung verkauft und im August 1948 im schottischen Troon abgebrochen.